# Patrick Pentland
Pour les articles homonymes, voir Pentland.
Patrick Pentland (né le 20 septembre 1969) est un des membres du group de rock Canadien Sloan, et natif de Newtownards, Irlande du Nord, Royaume-Uni. Chacun des membres de Sloan écrit et interprète ses propres chansons, et Pentland joue également de la guitare. Avant de former Sloan, avec les autres membres du groupe, Pentland a été diplômé en Anglais l'University of King's College.
Pentland a écrit plusieurs chroniques à propos des concerts et tournées du groupe, notamment en 1997 aux États-Unis en compagnie des Fountains of Wayne et de Matthew Sweet.
Il a un fils nommé Marshall, du nom de la fameuse marque d'amplis.